# Мацудо
Мацудо (јап. 松戸市) град је у Јапану у префектури Чиба. Према попису становништва из 2005. у граду је живело 472.504 становника.

## Становништво
Према подацима са пописа, у граду је 2005. године живело 472.504 становника.
| 1995.   | 2000.   | 2005.   |
| ------- | ------- | ------- |
| 461.503 | 464.841 | 472.504 |